# Rhagodospus babylonicus
Genre
Espèce
Synonymes
- Rhagodes babylonicus Birula, 1935

Rhagodospus babylonicus, unique représentant du genre Rhagodospus, est une espèce de solifuges de la famille des Rhagodidae.

## Distribution
Cette espèce est endémique d'Irak. Elle se rencontre vers Ash Shahabi.

## Description
Le mâle décrit par Roewer en 1941 mesure 33 mm.

## Publications originales
- Birula, 1935 : Über eine neue Rhagodes-Art (Solifugen) aus Mesopotamien. Zoologischer Anzeiger, vol. 111, p. 318–319.
- Roewer, 1941 : Solifugen 1934-1940. Veröffentlichungen aus dem Deutschen Kolonial und Uebersee-Museum in Bremen, vol. 3, no 2, p. 97-192 (texte intégral).